# John Fang Xingyao
John Fang Xingyao (chiń. 房興耀; ur. 5 czerwca 1953) – chiński duchowny rzymskokatolicki, od 1997 biskup Linyi, przewodniczący Patriotycznego Stowarzyszenia Katolików Chińskich. Uznawany zarówno przez władze państwowe jak i Stolicę Apostolską.

## Życiorys
Święcenia kapłańskie przyjął 17 grudnia 1989. Sakrę otrzymał 27 lipca 1997.